# Khoural suprême de la république de Touva
Ne pas confondre avec le Grand Khoural d'État en Mongolie.
IIIe législature
Le Khoural suprême (parlement) de la république de Touva (en russe : Верхо́вный Хура́л (парла́мент) Респу́блики Тыва́, Verkhovny Kouhral Respoubliki Tyva, en touvain : Тыва Республиканың Дээди Хуралы (парламентизи), Tyva Respoublikanyng Deedi Khoural (parliamentizi)) est le parlement monocaméral de la république de Touva établi en 15 août 1921, et réaffirmé par la constitution de la république du 6 mai 2001.
L'assemblée siège à Kyzyl, au no 32 de la rue Lénine, en plein centre-ville. Il est constitué de trente-deux députés, dont 16 sièges élus au scrutin uninominal majoritaire à un tour dans autant de circonscriptions électorales, et 16 élus au scrutin proportionnel plurinominal. La durée d'un mandat est de 5 ans. Il est le parlement avec le pourcentage le plus élevé de députés de Russie unie en Russie.

## Siège
Le Khoural suprême de la république de Touva siège au no 32 de la rue Lénine, dans le centre-ville de Kyzyl, juste à côté de la place Salchak Toka. De très nombreuses lignes de bus desservent la place Salchak Toka et ainsi le parlement.

## Système électoral
Conformément à la législation en vigueur, il y a 32 députés qui sont élus tous les 5 ans au Khoural selon un système mixte, avec 16 députés élus à la proportionnelle par partis et 16 élus dans des circonscriptions uninominales.

## Présidents

### Grand Khoural (1994-2002)
| Période   | Président | Président                  | Parti | Parti       |
| --------- | --------- | -------------------------- | ----- | ----------- |
| 1994-1998 |           | Kaadyr-ool Bitcheldeï (en) |       | Indépendant |
| 1998-2002 |           | Cholban Kara-ool           |       | Russie unie |

### Khoural suprême (2010-)
| Période     | Président | Président                       | Parti | Parti       |
| ----------- | --------- | ------------------------------- | ----- | ----------- |
| Depuis 2010 |           | Kan-ool Timourovitch Davaa (ru) |       | Russie unie |

## Histoire

### Tannou-Touva
La première forme de parlementarisme à Touva est apparu le 15 août 2021, soit un jour après la proclamation d'indépendance de la république populaire de Tannou-Touva, lorsque le Khoural constituant de tous les Touvains fut créé, en même temps que la première Constitution du pays.
Cette constitution stipulait que la république était indépendante concernant ses affaires intérieures, mais agissait sous les auspices de la Russie soviétique sur le plan international. Les valeurs de société démocratie, d'égalité de tous les citoyens devant la loi, le droit à l'éducation, à la culturel, aux soins de santé, à la liberté, dont de religion, sont affirmés dans la Constitution.
La première session du, désormais renommé, Grand Khoural, eut lieu en 1923, et adopta une seconde constitution cette année-là. Dans cette constitution, il est prévu que tout citoyen âgé de 20 ou plus, quel que soit son sexe, puisse voter. Mais il restreint cependant le droit de vote pour les religieux et les « citoyens trop âgés ». Le Khoural se réunit une fois par an, et il élit le gouvernement. Il était composé de membres élus par les différents kojuuns et sumons de la république. Il était alors divisé en deux, avec une chambre haute (le Grand Khoural) et une chambre basse (le Petit Khoural), avec chacun un président.
Jusqu'en 1944, le Khoural vota en tout cinq constitutions à travers des différents changements, avec dans la dernière de 1941 l'égalité entre sexes. Mais au fil des constitutions, les droits de vote ont été restreints, enlevant tour à tour le droit aux chamans, lamas, koulaks et autres. Ces droits commencèrent surtout à être restreint après le Coup d'État de 1929 à Touva, qui renversa le premier ministre Donduk Kuular. Les répressions politiques s'intensifièrent, sur le même modèle que ce qu'il se passait dans l'URSS de Staline. En 1940, le Petit Khoural élu comme présidente Khertek Anchimaa-Toka, devenant la première femme chef d'État de l'ère moderne (hors monarques).

### Période soviétique
Le 11 octobre 1944, avec l'approbation du petit Khoural touvain, le Touva est annexé par l'URSS, intégré sous le nom d'oblast autonome de Touva, bien qu'il n'y ait pas eu de consultation à l'échelle du pays sur la question. Le Khoural formalise l'annexion lors de sa dernière session, le 1er novembre 1944. Le petit Khoural est transformé en Conseil des députés des travailleurs de l'oblast autonome de Touva, avec à sa tête le comité exécutif du Conseil régional des députés des travailleurs. Ces nouveaux organes ont été dépourvus de leur pouvoir, étant donné que c'est Salchak Toka qui garde le pouvoir jusqu'à sa mort en 1973.
Le 10 octobre 1961, par oukase de Léonid Brejnev, l'oblast est transformé en république socialiste soviétique autonome de Touva, et le 17 décembre, des élections ont lieu pour élire pour des mandats de 5 ans les 100 députés du nouveau Soviet suprême de la RSSA de Touva. Six commissions sont formées, et le gouvernement de la RSSA est élu, ainsi que son président de gouvernement, qui est Baï-Kara Chojoulbeïevna Doltchanmaa (ru), une femme, de 1962 à 1977. La cinquième législature, élue en 1980, comporte 130 députés. Mais l'organe reste un organe de façade, les députés n'ayant que très peu de pouvoir.
En 1990, les députés sont pour la première fois élus selon un système mixte, et surtout sont les premières multipartites.

### Fédération de Russie
En décembre 1993, alors que Touva est désormais une république au sein de la nouvelle fédération de Russie, les premières élections du Khoural suprême ont lieu, avec plus que 32 députés, d'après la nouvelle Constitution de la république adoptée en 1993. Pendant les années 1990, le Khoural a voté de nombreuses lois de libéralisation, suivant ce qui se faisait à Moscou.
En 1998, la seconde législature est élue, et en 2000, elle doit faire une nouvelle constitution afin de se conformer à la législation fédérale, comme voulu par Vladimir Poutine.
Le 6 mai 2001, un référendum a lieu sur la nouvelle constitution, qui est adoptée par la majorité des votants. Selon la nouvelle constitution, il y a désormais deux chambres : la Chambre des représentants (la chambre haute) composée de 130 députés, et la Chambre législative, la basse, avec 32 députés.
En 2010, après de nombreuses critiques (y compris de Dmitri Medvedev) sur le fait d'avoir deux chambres avec en tout 162 députés, générant une bureaucratie longue, un référendum constitutionnel a lieu pour supprimer la chambre haute, et le référendum est approuvé.
Pendant les années 2010, le parlement a voté près de 400 lois, dans de très nombreux domaines.
En 2012, un accord de coopération a été signé avec l'aïmag d'Uvs. La même année, un accord de coopération a été signé avec le parlement tchétchène, la Douma de la ville de Moscou et l'Assemblée de la république de l'Altaï.

#### IIIelégislature
Les élections de la IIIe législature ont eu lieu le 8 septembre 2019, afin de renouveler les 32 sièges au Khoural suprême. Cinq partis ont pu concourir pour les sièges à la proportionnelle : Russie unie, Russie juste, le KPRF, le LDRP et les Communistes de Russie. Au terme des élections, Russie unie a remporté 30 sièges (dont les 16 à la proportionnelle), et le LDPR les deux restants, ces deux sièges venant de circonscriptions.
En octobre 2019, Dina Oyun (en) de Russie unie a été élu au Conseil de la fédération, rendant un siège vacant.
| Président de l'Assemblée législative |       |       |      |                   |
| Arthour Kokhoïev (ER)                |       |       |      |                   |
| Parti                                | Sigle | Sigle | Élus | Groupe            |
| Majorité (29 sièges)                 |       |       |      |                   |
| Russie unie                          |       | ER    | 29   | Russie unie       |
| Opposition (2 sièges)                |       |       |      |                   |
| Parti libéral-démocrate de Russie    |       | LDPR  | 2    | Libéral-démocrate |
| Siège vacant (1 siège)               |       |       |      |                   |
| Siège vacant                         |       |       | 1    |                   |

## Commissions
| Commission | Président                         | Parti | Parti | Circonscription                  |
| --- | --------------------------------- | ----- | ----- | -------------------------------- |
| Commission pour la santé et le développement social | Mongouch, Ouliana Baïyr-oolovna   |       | ER    | n°8 - Kojuun du Baï-Taïga        |
| Commission de la sécurité, de l'application de la loi et des affaires frontalières                                                                     | Aucun                             | Aucun | Aucun | Aucun                            |
| Commission de la politique juridique constitutionnelle et de la construction de l'État                                                                 | Gloukhov, Viktor Grigorievitch    |       | ER    | n°4 - Kyzyl                      |
| Comité pour l'interaction avec les autorités fédérales, les collectivités locales, les institutions de la société civile et la politique d'information | Mongal, Artour Maadyrovitch       |       | ER    | n°16 - Erzin                     |
| Commission de l'énergie, de la construction, des transports et du logement et des services communaux                                                   | Oorjak Iouri Kouvouskaatchievitch |       | ER    | n°7 - Kojuun de Baroun-Khemtchik |
| Commission du budget, des impôts, de l'économie et de l'entrepreneuriat                                                                                | Kongar, Aldyn-Kys Temir-oolovna   |       | ER    | n°7 - Kojuun de Baroun-Khemtchik |
| Commission de la politique agraire, des relations foncières et de l'écologie                                                                           | Mongouch, Baïbek Nadajapovitch    |       | ER    | n°9 - Kojuun de Dzoun-Khemtchik  |
| Commission de l'éducation, de la culture, de la politique de la jeunesse et des sports                                                                 | Mongouch, Aïana Kan-oolovna       |       | ER    | n°14 - Kojuun de Pii-Khem        |
| Comité pour le développement des relations économiques extérieures et interrégionales                                                                  | Kaminov, Tchingis Aniscovitch     |       | ER    | n°5 - Kyzyl                      |